# Dilma Rousseff
Dilma Vana Rousseff (phát âm tiếng Bồ Đào Nha: [dʒiwmɐ ʁuˈsɛf]; sinh ngày 14 tháng 12 năm 1947) là một nhà kinh tế, chính khách Brasil. Bà là tổng thống Brasil từ năm 2011 cho đến khi bị buộc phải rời chức vụ ngày 31 tháng 8 năm 2016.

## Tiểu sử
Là con gái của một người nhập cư Bungary và một giáo viên, Roussel sinh sống trong một gia đình trung lưu ở Belo Horizonte. Bà đã trở thành một người xã hội chủ nghĩa lúc còn trẻ và sau cuộc đảo chính Brasil 1964, bà đã gia nhập các nhóm du kích đô thị cánh tả đấu tranh chống chế độ độc tài quân sự tại Brasil. Bà đã bị bắt và bị bỏ tù giai đoạn 1970-1972.

## Sự nghiệp chính trị
Bà thuộc Đảng Công nhân. Tháng 10 năm 2010, bà đã đắc cử chức tổng thống Brasil, trở thành phụ nữ đầu tiên thắng cử tổng thống Brasil. Bà đã được tổng thống Luiz Inácio Lula da Silva bổ nhiệm làm bộ trưởng nội các tháng 6 năm 2005, trở thành người phụ nữ đầu tiên nắm giữ chức vụ này. Rousseff là người kế nhiệm được Lula chọn và bà đã giành thắng lợi trong cuộc bầu cử tổng thống Brasil năm 2010
Tại vòng hai cuộc bầu cử, bà đã giành được 56% phiếu bầu so với 44% phiếu bầu của đối thủ là ông Jose Serra - thuộc Đảng Dân chủ Xã hội.
Ngày 12/5/2016, thượng viện đã bỏ phiếu chấp thuận vụ kiện cách chức tổng thống của bà. Trong thời gian đó (kéo dài 6 tháng) bà tạm thời bị mất chức, phó tổng thống Michel Temer lên nắm quyền. Bà bị cáo buộc, đã vi phạm những quy định về ngân sách để mà được bầu lại vào năm 2014.

### Truất quyền tổng thống
Ngày 31 tháng 8 năm 2016, Thượng viện đã bỏ phiếu 61-20 buộc Rousseff về tội vi phạm luật ngân sách và phế truất bà chức vụ tổng thống. Bà bị cáo buộc sử dụng trái phép ngân quỹ từ ngân hàng nhà nước để trám vào thâm hụt ngân sách liên bang trong một nỗ lực nhằm tăng cường tỉ lệ ủng hộ trong cuộc bầu cử tổng thống năm 2014. Bà Rousseff sẽ không được nắm giữ bất cứ vị trí nào trong chính quyền trong suốt 8 năm tới.